# Sindrom 2q37 delecije
Sindrom 2q37 delecije je poremećaj uzrokovan brisanja malog dela hromozoma 2.
Smatra se da je povezan sa Vilmsovim tumorom i brahidaktilijom.

## Literatura
1. ↑  Viot-Szoboszlai G; Amiel J; Doz F;  . (1998). „Wilms' tumor and gonadal dysgenesis in a child with the 2q37.1 deletion syndrome”. Clin. Genet. 53 (4): 278—80. PMID 9650765. doi:10.1111/j.1399-0004.1998.tb02696.x.
2. ↑  Chaabouni M; Le Merrer M; Raoul O;  . (2006). „Molecular cytogenetic analysis of five 2q37 deletions: refining the brachydactyly candidate region”. European journal of medical genetics. 49 (3): 255—63. PMID 16762827. doi:10.1016/j.ejmg.2005.07.001.

## Spoljašnje veze
- Sindrom 2q37 brisanja